# Casa Mariano Ros
La Casa Mariano Ros, o Casa Marià Ros, és un edifici del centre de Terrassa (Vallès Occidental) situat a la cantonada dels carrers de l'Església i del Portal Nou, protegit com a bé cultural d'interès local.

## Descripció
Es tracta d'un edifici amb una mitgera, dues façanes al carrer i una façana que dona a un pati amb tanca, de planta baixa i dos pisos. La coberta és a dues aigües. La façana principal del carrer de l'Església, paral·lela al carener, és de composició asimètrica, amb el portal principal d'accés centrat a la planta baixa. Els balcons són de ferro. L'obra és feta amb estucat dibuixat de carreus fins a la cornisa motllurada, que inclou les ventilacions de les golfes.

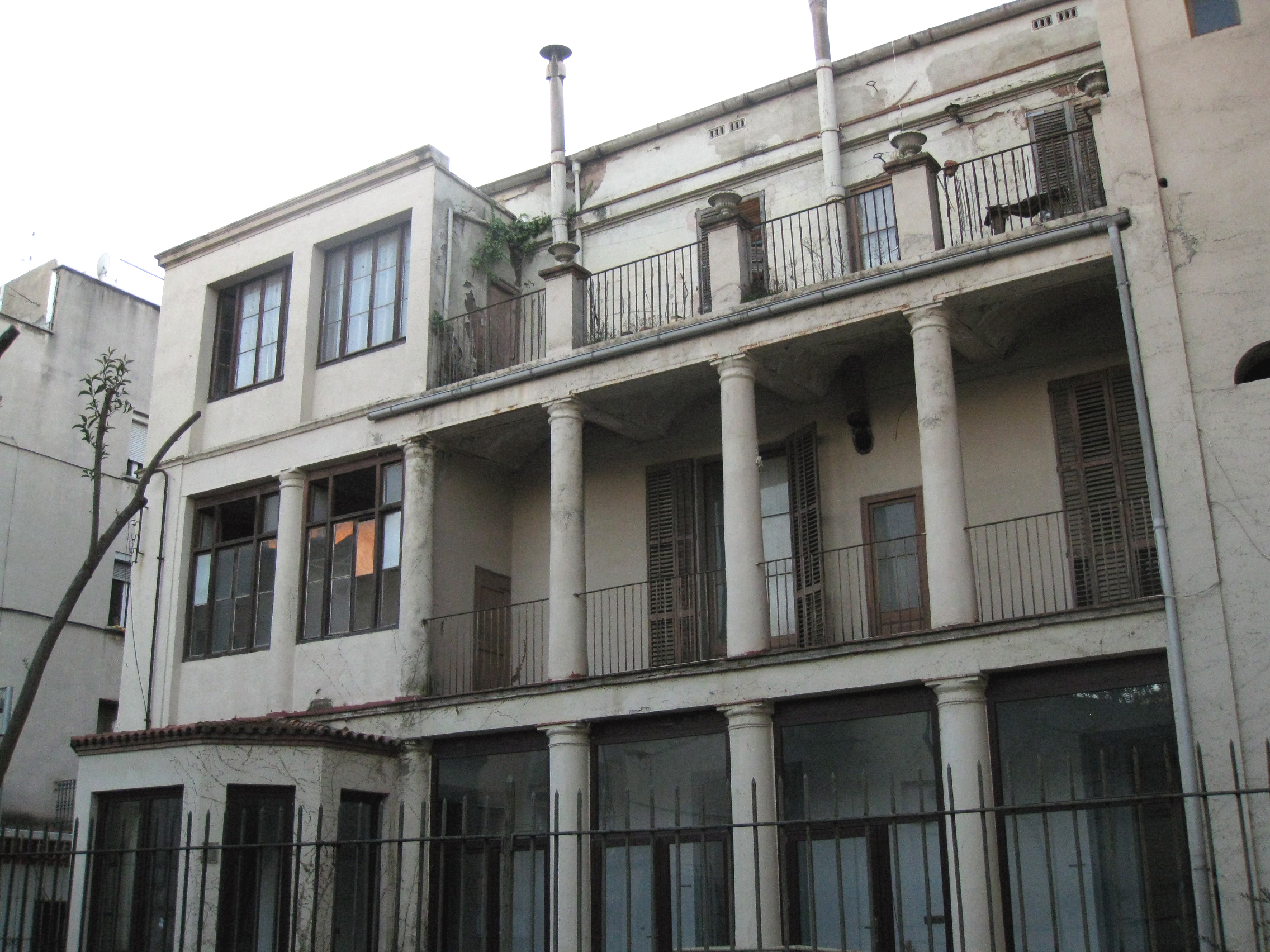
Vista de la façana posterior, amb la galeria de columnes toscanes

La façana lateral del carrer del Portal Nou té una estreta terrassa amb balustrada a nivell del primer pis i un frontó triangular coronant l'edifici. A la façana posterior, que accedeix al pati, s'obre una galeria de columnes toscanes de motllo de ciment.
És la residència dels propietaris de l'adjacent Vapor Ros, situat al carrer del Portal Nou.

## Història
L'edifici és obra de l'arquitecte i mestre d'obres municipal Miquel Curet i Roure, construïda entre 1873 i 1874. Tot i que ha patit modificacions respecte al projecte original, encara conserva el seu caràcter senyorial i un marcat classicisme, segurament suggerit per algunes de les cases que, des de la dècada de 1840, l'alta burgesia es construïa als barris alts de Barcelona i que avui encara existeixen mig amagades en la densa trama urbana dels barris de Pedralbes i Sant Gervasi.